# Lathromeroidea silvarum
Lathromeroidea silvarum är en stekelart som beskrevs av Novicki 1936. Lathromeroidea silvarum ingår i släktet Lathromeroidea och familjen hårstrimsteklar.
Artens utbredningsområde är:
- Polen.
- Ukraina.

Inga underarter finns listade i Catalogue of Life.